# Europawahl in Bulgarien 2007
- KB: 5
- DPS: 4
- NDSW: 1
- GERB: 5
- Ataka: 3

Die Europawahl in Bulgarien 2007 fand am 20. Mai statt.

## Ergebnis
| Listen                         | Listen                                                | Stimmen   | %    | Mandate |
| ------------------------------ | ----------------------------------------------------- | --------- | ---- | ------- |
|                                | GERB                                                  | 420.001   | 21,7 | 5       |
|                                | BSP für Bulgarien (BSP – DSH)                         | 414.786   | 21,4 | 5       |
|                                | Bewegung für Rechte und Freiheiten                    | 392.650   | 20,3 | 4       |
|                                | Ataka                                                 | 275.237   | 14,2 | 3       |
|                                | Nationale Bewegung für Stabilität und Fortschritt     | 121.398   | 6,3  | 1       |
|                                | Sajus na Demokratitschnite Sili                       | 91.871    | 4,7  | –       |
|                                | Demokraten für ein starkes Bulgarien                  | 84.350    | 4,4  | –       |
|                                | Koalizija na Balgarskite Sozialdemokrati (PBSD – PDS) | 37.645    | 1,9  | –       |
|                                | Balgarski Semedelski Naroden Sajus – Naroden Sajus    | 29.752    | 1,5  | –       |
|                                | Komunistitscheska Partija na Balgarija                | 18.988    | 1,0  | –       |
|                                | Sajus na Swobodite Demokrati                          | 14.392    | 0,7  | –       |
|                                | Selena partija                                        | 9.976     | 0,5  | –       |
|                                | Graschdanski Sajus sa Nowa Balgarija                  | 9.398     | 0,5  | –       |
|                                | Red, sakonnost i sprawedliwost                        | 9.147     | 0,5  | –       |
|                                | Unabhängige                                           | 8.105     | 0,4  | –       |
| Gesamt                         | Gesamt                                                | 1.937.696 | 100  | 18      |
|                                |                                                       |           |      |         |
| Ungültige Stimmen              | Ungültige Stimmen                                     | 17.750    | 0,9  |         |
| Wähler                         | Wähler                                                | 1.955.446 | 29,2 |         |
| Wahlberechtigte                | Wahlberechtigte                                       | 6.691.080 |      |         |
|                                |                                                       |           |      |         |
| Quellen: CIK: Stimmen, Mandate |                                                       |           |      |         |

## Fraktionen im Europäischen Parlament
| Liste/Partei                   | Liste/Partei                                      | Liste/Partei                                      | Liste/Partei                                      | Mandate | Fraktion |
| ------------------------------ | ------------------------------------------------- | ------------------------------------------------- | ------------------------------------------------- | ------- | -------- |
|                                | GERB                                              | GERB                                              | GERB                                              | 5 / 18  | EVP-ED   |
|                                | BSP für Bulgarien                                 |                                                   | Bulgarische Sozialistische Partei                 | 5 / 18  | SPE      |
|                                | Bewegung für Rechte und Freiheiten                | Bewegung für Rechte und Freiheiten                | Bewegung für Rechte und Freiheiten                | 4 / 18  | ALDE     |
|                                | Ataka                                             | Ataka                                             | Ataka                                             | 3 / 18  | NI       |
|                                | Nationale Bewegung für Stabilität und Fortschritt | Nationale Bewegung für Stabilität und Fortschritt | Nationale Bewegung für Stabilität und Fortschritt | 1 / 18  | ALDE     |
|                                |                                                   |                                                   |                                                   |         |          |
| Quelle: Europäisches Parlament |                                                   |                                                   |                                                   |         |          |